# SM 몰 오브 아시아
SM 몰 오브 아시아(영어: SM Mall of Asia)는 필리핀 메트로 마닐라 파사이 베이시티에 있는 대형 쇼핑몰이다. 현재 필리핀에서 4번째로 큰 쇼핑몰이자 전세계에서 14번째로 큰 쇼핑몰이다.